# Georgius Koppehele

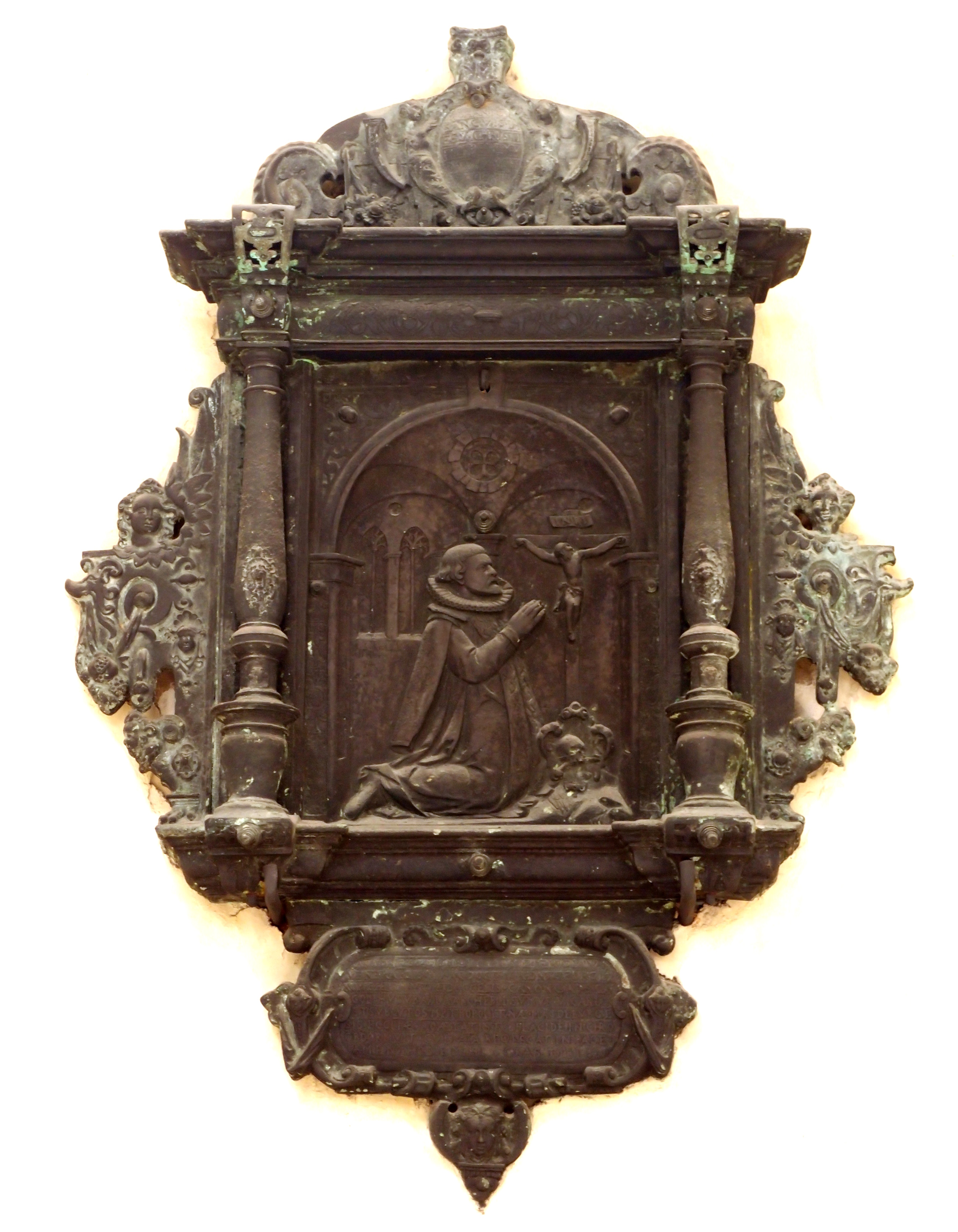
Epitaph für Georg Koppehele im Magdeburger Dom

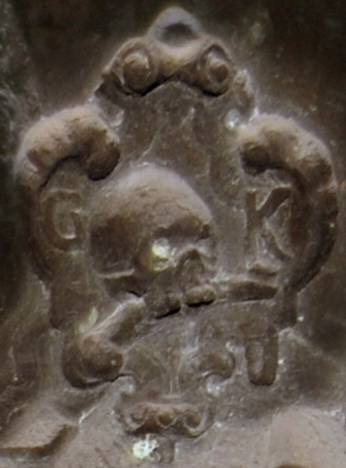
„Wappen“ (Siegel?) des Georgius Koppehele nach der Darstellung in seinem Epitaph. Die Motivwahl steht wahrscheinlich im Bezug zu barocker Vanitas-Symbolik.

Georg Koppehele, lateinisch Georgius Koppehele, auch fälschlicherweise Georg von Koppehel genannt (* 1538 in Gräfendorf; † 16. Dezember 1604 in Magdeburg), war ein deutscher Theologe und Gründer der George Koppehele’schen Familienstiftung.

## Biographie
Georg Koppehele wurde als zweites von fünf Kindern des Gräfendorfer Richters und Bauern Johann Koppehele (ca. 1490–1550) geboren. Über seine Jugend ist nichts weiter bekannt. Zur höheren schulischen Ausbildung besuchte er höchstwahrscheinlich die Lateinschule in Jüterbog.
Zum ersten Mal urkundlich erwähnt wird er am 6. Juni 1559, als er sich zusammen mit vier anderen Jüterbogern als Student an der Universität Wittenberg immatrikulierte. Ein weiteres dreijähriges Studium folgte ab 1566. Es ist hierbei ungeklärt, ob es sich um ein Studium der Theologie oder eines anderen Faches (Rechtswissenschaften) gehandelt hat.
Wann Koppehele in den Kirchendienst des seit 1567 zum Protestantismus konvertierten Magdeburger Domkapitels eintrat, ist nicht bekannt. Der erste urkundliche Beleg, in dem Koppehele als kirchlicher Würdenträger erscheint, datiert aus dem Jahr 1581; hier wird er als summus vicarius, d. h. oberster Vikar des Domes bezeichnet. 1585 wird er in der von Siegfried Saccus für den verstorbenen Magdeburger Domherren Franz von Königsmarck verfassten Leichenpredigt als „Jürgen Kopheil“ genannt. 1589 tritt er als Testamentsvollstrecker eines weiteren Magdeburger Domherren, Werner von Plotho, auf. Auf dessen Grabstein im Magdeburger Dom wird er entsprechend als Testamentsvollstrecker und summus vicarius erwähnt.
Am 14. Juli 1589 immatrikulierte sich Koppehele erneut an der Universität Wittenberg. Ob es sich hierbei um ein weiteres Studium oder um eine Fortsetzung eines der beiden vorherigen handelte, ist nicht überliefert. Im Februar 1590 erscheint Koppehele als lector und unter dem Namen „Gürgen Koppeheil“ erneut in einer Leichenpredigt von Saccus, gehalten auf den verstorbenen Domherren Georg von Plotho. Das 1595 aufgesetzte Testament des Domherren Hans von Lossow bestimmt „Georgen Kophehl Semmelmeistern der ertzbischoflichen Kirchen zw Magdeburgk“ zum wiederholten Male zum Testamentsvollstrecker. Von Lossow verschied jedoch erst im Jahre 1605, nach Koppeheles Tod. Gegen Ende seines Lebens hatte Georgius Koppehele zusätzlich zu seinen Domämtern den Posten eines Canonicus bzw. Stiftherrn an der erzbischöflichen Hofkapelle und Kollegiatstift St. Gangolf inne. Sein im Magdeburger Dom befindliches Epitaph nennt folgende Ämter: Canon[i]c[us] ad S[anctum] Gangolphu[m] sub aula arche[pisco]p[a]li sum[m]us vicari[us] et subcustos metropolitanae Magdeburge[n]sis ecclesiae („Kanonikus bei St. Gangolf am erzbischöflichen Hof sowie oberster Vikar und Unter-Kustos des Magdeburger Doms“).
Koppehele verfügte in seinem Testament, dass sein Vermögen nicht angegriffen werden dürfe, sondern aus den jährlich aufkommenden Zinsen Stipendien und Unterstützungen an die Nachkommen seiner Geschwister ausgezahlt werden sollen; das Original des Testaments ging indes bei der Zerstörung Magdeburgs im Dreißigjährigen Krieg verloren.

## Epitaph
Koppeheles frühbarockes Bronzeepitaph befand sich ursprünglich im Nordflügel des Domkreuzganges des Magdeburger Doms über dem Querhausportal (an der Außenseite). Gegenwärtig ist es im Inneren an der Südwand des Doms angebracht. Es zeigt Georgius Koppehele in Amtsrobe vor dem Christuskreuz und seinem „Wappen“ (offenbar das seinerzeit von Koppehele verwendete Siegelmotiv) kniend mit zum Gebet erhobenen Händen. Die Herstellung der Gussformen für das Epitaph wird dem bedeutenden Bildhauer Sebastian Ertle zugeschrieben.

## Familie

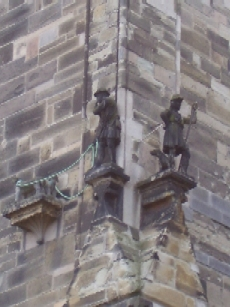
Schäferfiguren am Magdeburger Dom (Freie Reproduktionen aus dem frühen 19. Jahrhundert nach Originalen um 1240)

Die Familie Koppehele soll ursprünglich aus Flandern stammen und zu den Flamen gehört haben, die sich nach verheerenden Sturmfluten im 12.–13. Jahrhundert an der Deutschen Ostsiedlung beteiligten. Nach diesen flämischen Siedlern erhielt der Landstrich Fläming später auch seinen Namen. In Westflandern ist seit dem Mittelalter der Name de Coppenolle bzw. Coppenelle, besonders in der Gegend zwischen Waregem und Poperinge, verbreitet. Mit diesen flämischen Familien wurden die deutschen Koppeheles mehrfach in Verbindung gebracht, wenngleich eine Validierung dieser Spekulationen mittels DNA-Analysen bislang noch aussteht.
Ein legendärer Vorfahre des Georgius Koppehele war der vermeintlich um 1240 lebende (angeblich ebenfalls aus Gräfendorf stammende) Schäfer Thomas Koppehele, der nach einer noch heute im Magdeburger Raum kursierenden Sage (Sage vom Schäfer am Magdeburger Dom) beim Hüten von Schafen einen Goldschatz gefunden haben soll. Diesen habe er dem damaligen Magdeburger Erzbischof gestiftet, der hiermit – so will es die Sage – den Bau des Magdeburger Doms erheblich vorantreiben konnte. Aus Dankbarkeit habe der Erzbischof das steinerne Bild des Schäfers und seines Knechts mit den Hunden über der sogenannten Paradiespforte, dem nördlichen Eingang des Domes, anbringen lassen, wo es heute noch zu sehen ist. Indes besitzt diese Sage keinen Wert für die Familiengeschichte der Koppehele, da der Name Koppehele und die George Koppehele’sche Familienstiftung nachweislich erst im 18. Jahrhundert mit der wesentlich älteren Magdeburger Schäfersage in Verbindung gebracht wurde. Gleichfalls ist der Vorname des Schäfers eine Fiktion des 18. bzw. frühen 19. Jahrhunderts. Bei Erneuerung der Schäfergruppe am Magdeburger Dom im früheren 19. Jahrhundert wurde die verwitterte mittelalterliche Figurengruppe nicht exakt reproduziert, sondern der Gestus der Figuren wurde in Kenntnis der Schäfersage umgestaltet, so dass diesen Darstellungen in Bezug auf die Schäfersage kein Quellenwert zukommt.
Ältester belegter Vorfahre bleibt somit Johann Koppehele (ca. 1490–1550). Bekannte Nachfahren der Geschwister des Georgius Koppehele (und somit zum Kreis der Begünstigten der George Koppehele’schen Familienstiftung gehörig) sind beispielsweise die Mitglieder der Potsdamer Architektenfamilie Krüger, zu deren bedeutendsten die Maler und Architekten Andreas Krüger (1719–1759), dessen Neffe Andreas Ludwig Krüger (1743–1822), sowie Friedrich Ludwig Carl Krüger (* 1770), Sohn des letzteren, zählen.